# Faro (bière)
Pour les articles homonymes, voir Faro.

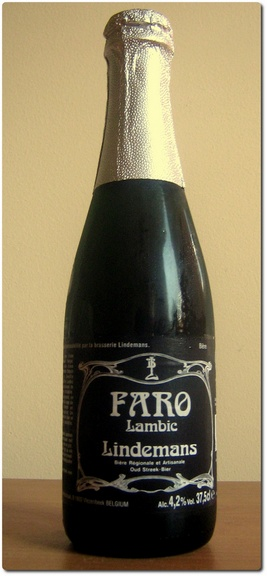
Bouteille de Faro.

Le Faro est un type de bière obtenue à partir de bière lambic et de sucre candi, titrant de 4 à 5,5 % d'alcool. Les brasseurs incorporent du sucre candi à la coupe du lambic jeune avec le lambic vieux comme pour la gueuze et ce sucre apporté est à l'origine d'une seconde fermentation.
C'est une bière bruxelloise qui est mentionné dans un contexte bruxellois pour la première fois en 1721, et apparaît dans le paiement d'une dîme à Asse en 1775.
Après une forte baisse de consommation à la suite de l'introduction des bières de type pils en Belgique, elle fut réintroduite par plusieurs brasseries.

## Présentation
Le procédé de fabrication est proche de celui de la gueuze, à savoir une seconde fermentation à partir d'un lambic, mais dans un cas la fermentation est obtenue par du sucre candi (méthode actuelle), dans le second par mélange de lambic d'âges différents (méthode ancienne) en vue d'une consommation immédiate (un conditionnement de ce mélange en bouteille donnant lieu à une refermentation et à la production de gueuze).
Jadis[Quand ?], certaines brasseries qualifiaient de « Faro » le résultat de l'adjonction de sucre foncé (cassonade) à de la bière de table blonde ou à de la bière de moindre qualité (un lambic aigri le plus souvent). 
Quelques producteurs : 
- la brasserie Lindemans qui a  commencé à produire cette bière en 1978,
- la brasserie Alken-Maes continue à produire une bière portant l'appellation Faro-Alken et équivalant les bières de table foncées telles la Piedbœuf Brune,
- la brasserie Mort Subite qui la produit à petite-échelle pour le café Mort-Subite[4]. Depuis 2004, par intermittence, elle est produite à plus grande échelle[4],
- la brasserie Boon,
- la brasserie Timmermans.